# Bochō Yamamura
Pour les articles homonymes, voir Yamamura.
Bochō Yamamura (山村 暮鳥, Yamamura Bochō) (10 janvier 1884 - 8 décembre 1924) est un écrivain, poète et compositeur de chansons japonais.

## Biographie
Bochō dont le nom à la naissance est « Tsuchida Hakkujū », est né dans la ville actuelle de Takasaki. Après une enfance douloureuse dans une famille de paysans, il devient prédicateur chrétien après avoir terminé ses études. 
En 1915, il publie Sei sanryō hari (« Saint prismes »), recueil de poésie expérimentale marquée par l'influence de  Charles Baudelaire dont il a lu les œuvres dans leur traduction en anglais. Cette œuvre le fait ranger parmi les fondateurs du symbolisme littéraire au Japon.
Sa poésie très sensible attire l'attention du grand public. Souffrant de tuberculose, sans emploi, menant une triste vie de vagabond, il écrit des poèmes, des contes et des chansons pour enfants dans un style plein d'humanité. Durant ses dernières années, il compose un certain nombre d'odes à la nature d'un style simple mais pourtant très émouvant.

## Source de la traduction
- (de) Cet article est partiellement ou en totalité issu de l’article de Wikipédia en allemand intitulé « Yamamura Bochō » (voir la liste des auteurs).